# Дни (газета)
«Дни» — русская эмигрантская ежедневная (с конца 1928 еженедельная, а затем двухнедельная) газета эсеровского направления. Публиковались статьи о политике, экономике и литературе. Газеты выходила с 1922 по 1925 год в Берлине, а с 1925 по 1933 — в Париже.

## Подзаголовки
- Русская ежедневная газета по вопросам политики, экономики и литературы (Russische Tageszeitung fur Politik, Wirtschaft und Literatur), 1922-июнь 1924.
- Русская республиканская ежедневная газета (Russische republikanische tageszeitung) (1 июля 1924—1925),
- Русская ежедневная (Quotidien russe) (1926—1928).
- Еженедельник (Hebdomadaire russe), 1931, № 1-122.
- Двухнедельник (Journal bi-mensuel russe), 1931, c № 123.
- Двухнедельный журнал

## Редакторы
- А. Милашевский (1922—1923),
- М. М. Тер-Погосян (1923—1927),
- А. Ф. Керенский (1927—1928).
- А. Ф. Керенский (1928—1933), как редактор еженедельника, № 1-173.

## Места издания
- Берлин, с 29 октября 1922 по 28 июня 1925;
- Париж, с 16 сентября 1925 по 30 июня 1928.
- Париж, с 9 сентября 1928 по 4 июня 1933, в качестве еженедельника, а затем двухнедельника № 1-173.

## Выпуски

### Ежедневная газета
- 1922—1928 — № 1-1465.

### Еженедельная и двухнедельная газета
- 1928: № 1-17;
- 1929: № 18-69;
- 1930: № 70-120;
- 1931: № 121—145;
- 1932: № 146—163;
- 1933: № 164—173